# Mein Bezirk
Mein Bezirk ist der Titel einer Dokumentations-Sendereihe von Chico Klein und Felix Breisach, die seit 2010 vom ORF ausgestrahlt wird. In jeweils rund einstündigen Folgen werden Aufnahmen aus Wiener Gemeindebezirken, aber auch  österreichischen Landeshauptstädten wie Linz, Graz, Klagenfurt, Salzburg und Innsbruck, gezeigt. Prominente erinnern sich an ihre Kindheits- und Jugendjahre, die sie in ihren Heimatbezirken verbracht haben. Dem Publikum soll auf diese Weise das Leben und die Geschichte dieser Bezirke nähergebracht werden. Regie führen Felix Breisach und Chico Klein, von dem auch die Idee stammt. Produziert wird die Reihe von der Felix Breisach Medienwerkstatt.

## Folgen
1. 2010: Mein Favoriten mit Willi Resetarits, Andreas Vitásek, Roland Düringer, Werner Sobotka, Harald Sicheritz
2. 2012: Mein Simmering mit Herbert Prohaska, Peter Barthold, Fritz Leitner, Gustl Starek, Michael Seida[3]
3. 2012: Mein Ottakring mit Karl Hodina, Horst Chmela, Gerhard Zeiler, Thomas Rabitsch, Arik Brauer, Helmuth Lohner, Walter Znenahlik
4. 2013: Mein Floridsdorf mit Hannes Androsch, Brigitte Ederer, Peter Pacult, Gerald Pichowetz, Erika Pluhar, Franz Wieninger
5. 2013: Mein Mariahilf mit Pino Barberi, Helmut Brandstätter, Hans Krankl, Michael Schrenk, Angelica Schütz, Harri Stojka
6. 2014: Meine Donaustadt mit Kurt Bergmann, Rudolf Stohl, Robert Sara, Peter Znenahlik, Christoph Fälbl
7. 2014: Mein Hernals mit Christine Nöstlinger, Franz Vranitzky, Roland Neuwirth, Ulli Bäer, Herbert Steinböck
8. 2014: Meine Landstraße mit Ingrid Wendl, Marianne Mendt, Sandra Cervik, Al Cook, Harald Fendrich
9. 2014: Mein Graz mit Frido Hütter, Thomas Spitzer, Gert Steinbäcker, Aglaia Szyszkowitz
10. 2015: Meine Wieden mit Elisabeth Brainin, Barbara Rett, Albert Rueprecht, Thomas Raab, Franz Ficala
11. 2015: Mein Döbling mit Michou Friesz, Ulrike Beimpold, Tini Kainrath, Ernst Molden, Matthias Hengl-Haselbrunner
12. 2015: Meine Leopoldstadt mit Louie Austen, Lydia Kolarik, Jazz Gitti, Rudi Holdhaus, Richard Lugner, Robert Menasse
13. 2015: Mein Klagenfurt mit Dagmar Koller, Penny McLean, Dieter Kalt
14. 2015: Mein Penzing mit Edita Malovcic, Katharina Scholz-Manker, Julia Stemberger, Reinhard Nowak, Hilde Sochor
15. 2015: Mein Salzburg mit Benita Ferrero-Waldner, Wilhelm Holzbauer, Branko Samarovski, Reinhard Schwabenitzky
16. 2016: Mein Meidling mit Erika Mottl, Jakob Seeböck, Roman Gregory, Toni Stricker, Georg Danzer (Archivaufnahmen), Theodor „Turl“ Wagner
17. 2016: Meine Brigittenau mit Peter Patzak, Martin Kohlbauer, Helmut Emersberger, Thomas Hojsa, Susanne Brandsteidl, Karl Ratzer, Anton Karas (Archivaufnahmen)
18. 2016: Mein Hietzing mit Senta Berger, Gabriele Zuna-Kratky, Elizabeth T. Spira, Heinz Fischer
19. 2016: Mein Linz mit Wolfgang Böck, Mercedes Echerer, Frank Elstner, Peter Huemer, Reinhard Waldenberger, Adolf Blutsch, Helmut Köglberger, Manfred Pichler, Inge Haslinger, Alfred Stadlbauer
20. 2017: Meine Innere Stadt mit Brigitte Swoboda, Otto Schenk, Paulus Manker, Peter Rapp
21. 2017: Mein Währing mit Timna Brauer, Gabriele Proy, Franz Bartolomey, Matthias Peschke, Michael Landau, Bernhard Rybar
22. 2017: Mein Innsbruck mit Andi Knoll, Katharina Straßer, Alice Tumler und Helmut Pechlaner
23. 2017: Mein Alsergrund mit Sissy Strauss, Erhard Busek, Erwin Steinhauer, Gino Molin-Pradel, Günter Grassl
24. 2018: Mein Liesing mit Dieter Chmelar, Lotte Ledl, Stephan Paryla-Raky, Michael Edelmoser[4]
25. 2018: Mein Margareten mit Erwin Lanc, Claudia Kristofics-Binder, Helene Wanne, Harald Pesata[5]
26. 2018: Meine Josefstadt mit Heinz Zednik, Elna Schaefer-Trauner, Erik Trauner, Christina Hummel[6]
27. 2018: Mein Neubau mit Susanne Michel, Rudolf John, Heinz Marecek[7]
28. 2019: Mein Rudolfsheim-Fünfhaus mit Felix Dvorak, Boris Eder, Gertrude Mann, Gottfried Rieck[8]
29. 2019: Mein Bregenz mit Sabine Haag, Gottfried Bechtold, Céline Roschek[9]
30. 2019: Mein bestes Wien – Teil 1 mit Ingrid Burkhard, Erwin Steinhauer, Tini Kainrath, Otto Schenk, Thomas Raab, Stefan Weber[10]
31. 2019: Mein bestes Wien – Teil 2 (Campus WU, Sonnwendviertel, Donauplatte, Seestadt Aspern, Praterauen, Lobau) mit Ernst Molden, Michou Friesz, Otto Schenk, Roland Neuwirth[11]
32. 2020: Dein Land, mein Land[12]
33. 2020: Mein Villach[12]
34. 2021: Mein Eisenstadt, Walter Reicher und Anria Reicher, Die Mayerin, Robert Müntz[13]
35. 2021: Mein St. Pölten: Maggie Entenfellner, Gunnar Prokop, Christina Gansch[14]
36. 2022: Mein Bozen: Veronika Riz, Andreas Pfeifer, Martina Schullian[15]
37. 2023: Mein Gmunden: Margund Lössl, Xenia Hausner, Christian Rainer, Rudolf Daxner und Karlheinz Eder[16]
38. 2023: Mein Kitzbühel: David Kreiner, Rosi Schipflinger, Franz Prader, Pepi Treichl, Hias Leitner, Michaela Reith, Uschi Glas[17]